# Ranitomeya cyanovittata
Ranitomeya cyanovittata é uma espécie de anfíbio da família Dendrobatidae. É encontrada no Peru, na região de Loreto, e no Brasil, nos estados do Acre e Amazonas.